# Barjon
Barjon est une commune française située dans le département de la Côte-d'Or, en région Bourgogne-Franche-Comté.

## Géographie
Dans une région doucement vallonnée, le finage se partage entre bois et pâturages. Son niveau le plus bas est à 333 mètres, le village est installé sur le flanc sud du mont Mercure (469 m) à une altitude de 397 mètres à la mairie. Il n'y a pas de hameau rattaché et le Moulin de Barjon sur la Tille constitue le seul écart.

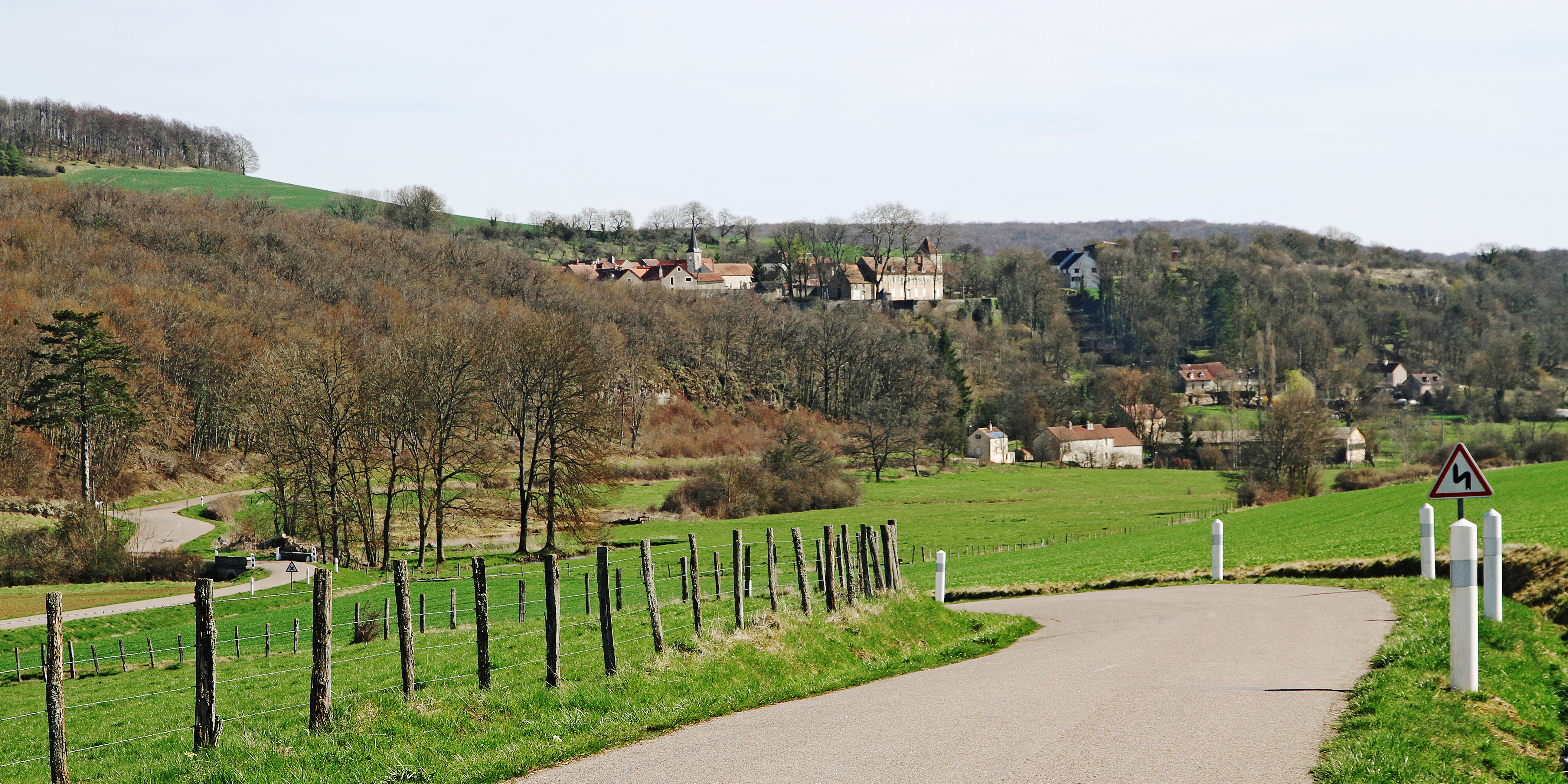
Le village sur sa colline depuis la vallée de la Tille.

### Hydrographie
La commune est traversée par La Tille, le village se situe au-dessus de sa confluence avec le ruisseau Volgrain, en dehors de l'ancien moulin.

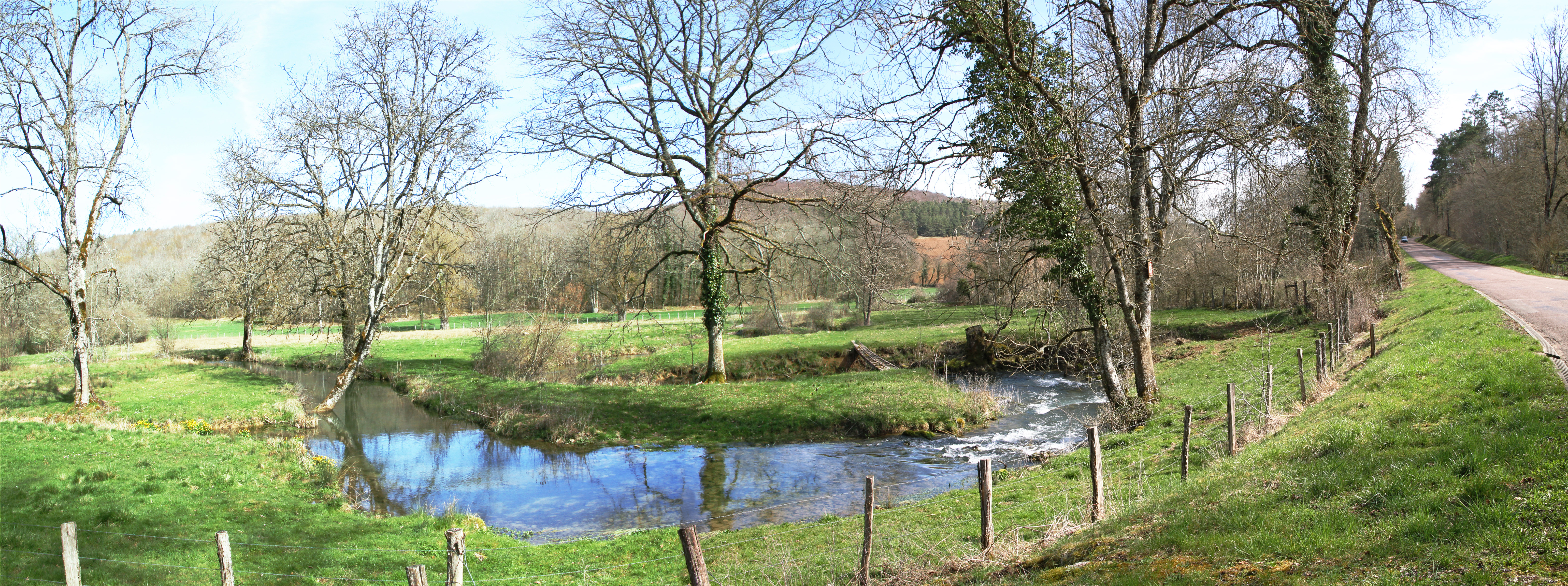
La Tille sert de limite entre les finages de Barjon et d'Avot.

### Climat
Pour des articles plus généraux, voir Climat de la Bourgogne-Franche-Comté et Climat de la Côte-d'Or.
En 2010, le climat de la commune est de type climat des marges montargnardes, selon une étude du Centre national de la recherche scientifique s'appuyant sur une série de données couvrant la période 1971-2000. En 2020, Météo-France publie une typologie des climats de la France métropolitaine dans laquelle la commune est exposée à un climat océanique altéré et est dans la région climatique  Lorraine, plateau de Langres, Morvan, caractérisée par un hiver rude (1,5 °C), des vents modérés et des brouillards fréquents en automne et hiver. 
Pour la période 1971-2000, la température annuelle moyenne est de 10 °C, avec une amplitude thermique annuelle de 16,9 °C. Le cumul annuel moyen de précipitations est de 1 027 mm, avec 13,9 jours de précipitations en janvier et 9,1 jours en juillet. Pour la période 1991-2020, la température moyenne annuelle observée sur la station météorologique de Météo-France la plus proche, « Bure Les Templiers_sapc », sur la commune de Bure-les-Templiers à 15 km à vol d'oiseau, est de 10,7 °C et le cumul annuel moyen de précipitations est de 898,2 mm,. Pour l'avenir, les paramètres climatiques de la commune estimés pour 2050 selon différents scénarios d'émission de gaz à effet de serre sont consultables sur un site dédié publié par Météo-France en novembre 2022.

## Urbanisme

### Typologie
Au 1er janvier 2024, Barjon est catégorisée commune rurale à habitat très dispersé, selon la nouvelle grille communale de densité à 7 niveaux définie par l'Insee en 2022.
Elle est située hors unité urbaine. Par ailleurs la commune fait partie de l'aire d'attraction de Dijon, dont elle est une commune de la couronne,. Cette aire, qui regroupe 333 communes, est catégorisée dans les aires de 200 000 à moins de 700 000 habitants,.

### Occupation des sols
L'occupation des sols de la commune, telle qu'elle ressort de la base de données européenne d’occupation biophysique des sols Corine Land Cover (CLC), est marquée par l'importance des territoires agricoles (65,4 % en 2018), une proportion identique à celle de 1990 (65,4 %). La répartition détaillée en 2018 est la suivante : terres arables (60,5 %), forêts (34,6 %), prairies (4,9 %). L'évolution de l’occupation des sols de la commune et de ses infrastructures peut être observée sur les différentes représentations cartographiques du territoire : la carte de Cassini (XVIIIe siècle), la carte d'état-major (1820-1866) et les cartes ou photos aériennes de l'IGN pour la période actuelle (1950 à aujourd'hui).

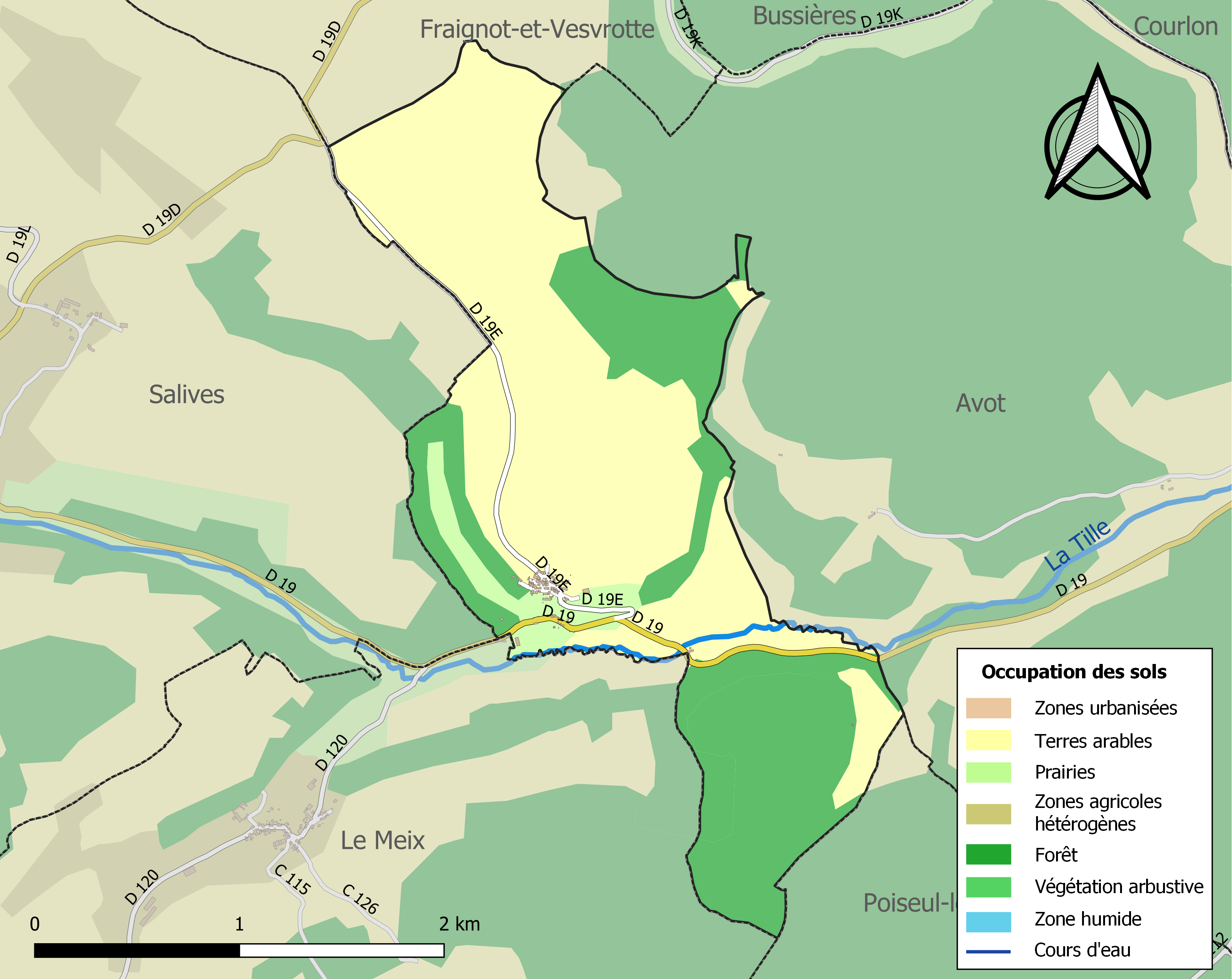
Carte des infrastructures et de l'occupation des sols de la commune en 2018 (CLC).

## Histoire
C'est après les raids des Sarrasins sur Autun et le saccage de la ville par le général de ceux-ci : Ambiza, le 22 août 725 que Saint-Frou vint trouver refuge dans la solitude de Barjon.

## Politique et administration

### Liste des maires
| Période                                  | Période                 | Identité                                      | Étiquette | Qualité |
| ---------------------------------------- | ----------------------- | --------------------------------------------- | --------- | ------- |
| mars 2001 juin 2020 mai 2021             | juin 2020 décembre 2020 | Alain Guyot Maurice Frachisse Emilien Bonneau |           |         |
| Les données manquantes sont à compléter. |                         |                                               |           |         |

## Démographie
L'évolution du nombre d'habitants est connue à travers les recensements de la population effectués dans la commune depuis 1793. Pour les communes de moins de 10 000 habitants, une enquête de recensement portant sur toute la population est réalisée tous les cinq ans, les populations de référence des années intermédiaires étant quant à elles estimées par interpolation ou extrapolation. Pour la commune, le premier recensement exhaustif entrant dans le cadre du nouveau dispositif a été réalisé en 2007.

En 2022, la commune comptait 34 habitants, en évolution de −10,53 % par rapport à 2016 (Côte-d'Or : +0,82 %, France hors Mayotte : +2,11 %).
| 1793 | 1800 | 1806 | 1821 | 1831 | 1836 | 1841 | 1846 | 1851 |
| ---- | ---- | ---- | ---- | ---- | ---- | ---- | ---- | ---- |
| 270  | 210  | 230  | 168  | 208  | 215  | 184  | 152  | 173  |

| 1856 | 1861 | 1866 | 1872 | 1876 | 1881 | 1886 | 1891 | 1896 |
| ---- | ---- | ---- | ---- | ---- | ---- | ---- | ---- | ---- |
| 160  | 157  | 146  | 123  | 103  | 84   | 82   | 82   | 64   |

| 1901 | 1906 | 1911 | 1921 | 1926 | 1931 | 1936 | 1946 | 1954 |
| ---- | ---- | ---- | ---- | ---- | ---- | ---- | ---- | ---- |
| 68   | 61   | 65   | 59   | 60   | 73   | 63   | 66   | 55   |

| 1962 | 1968 | 1975 | 1982 | 1990 | 1999 | 2006 | 2007 | 2012 |
| ---- | ---- | ---- | ---- | ---- | ---- | ---- | ---- | ---- |
| 42   | 42   | 32   | 32   | 34   | 37   | 41   | 42   | 36   |

| 2017 | 2022 | - | - | - | - | - | - | - |
| ---- | ---- | - | - | - | - | - | - | - |
| 41   | 34   | - | - | - | - | - | - | - |

## Culture locale et patrimoine

### Lieux et monuments
- Église Saint-Frou de Barjon, ou Saint-Frodulphe, sur un escarpement, église gothique, portail du XIVe siècle, tympan tréflé, Classé MH (1994), elle comporte plusieurs statues dont une de saint Frou,  Classé MH (1992), le sarcophage de pierre et la châsse du saint, en bois polychrome,  Classé MH (1992), reliquaires. Ensemble classé aux monuments historiques.
- Chapelle de Saint-Frodulphe, près du cimetière. Classé MH (1994). Elle était le tombeau de Saint Frou, « Sanctus Frodolphus », filleul de Saint-Merry, abbé de Saint-Martin d'Autun au VIIIe siècle. Le tombeau lui-même est composé de quatre dalles sur champ, couvertes d'une pierre bombée. Une fenestella permettait aux pèlerins d'apercevoir les reliques du saint qui furent déplacées vers l'église, à la suite d'une profanation, au XVIIIe siècle. Selon la croyance locale, Saint-Frou protège des migraines[16].
- Cimetière et croix de pierre du XVe siècle.
- Château de Barjon, ancien château fort sur lequel est reconstruit un château du XVIIIe siècle, tour carrée et tour ronde.

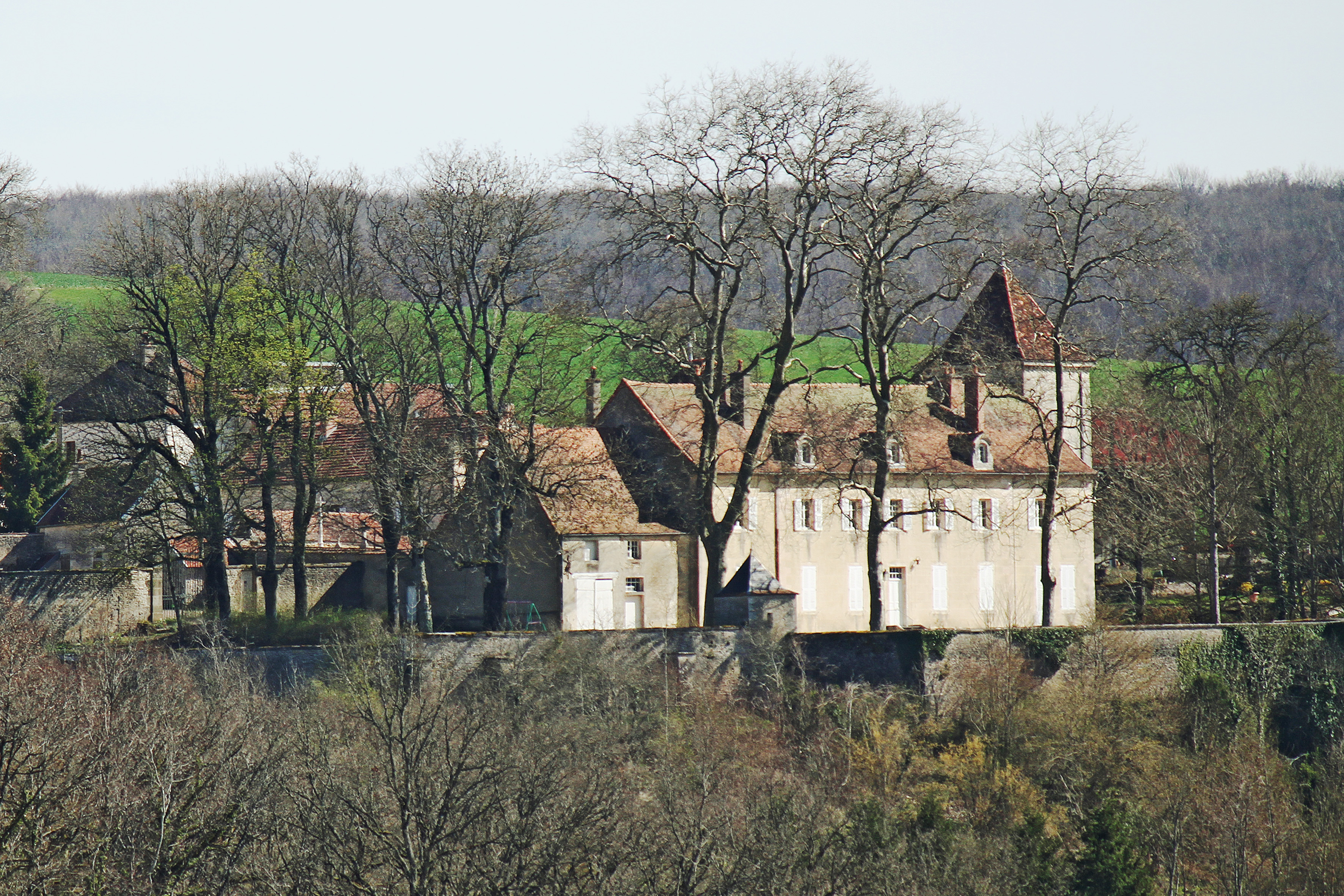
Le château sur sa colline.
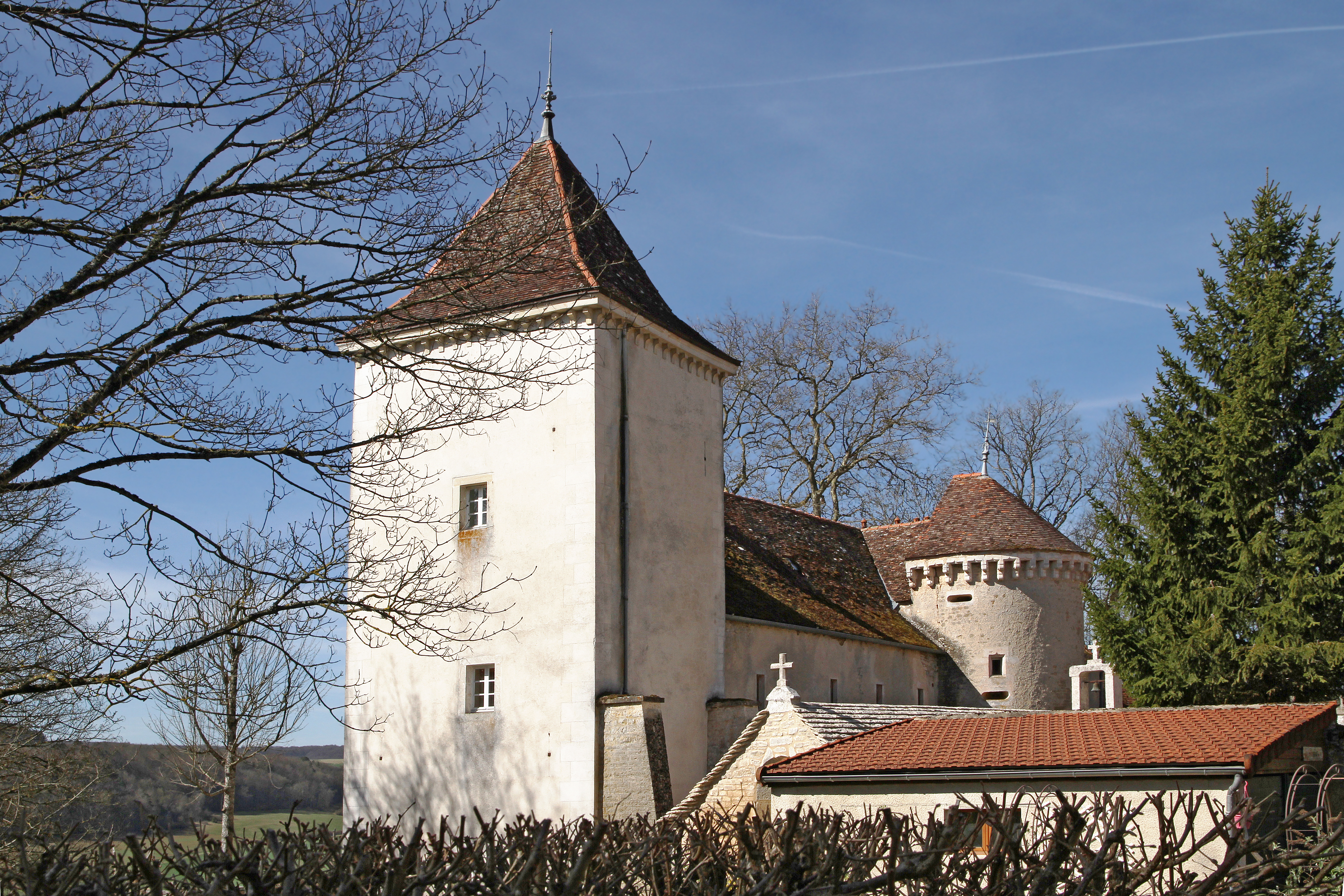
Château côté village.
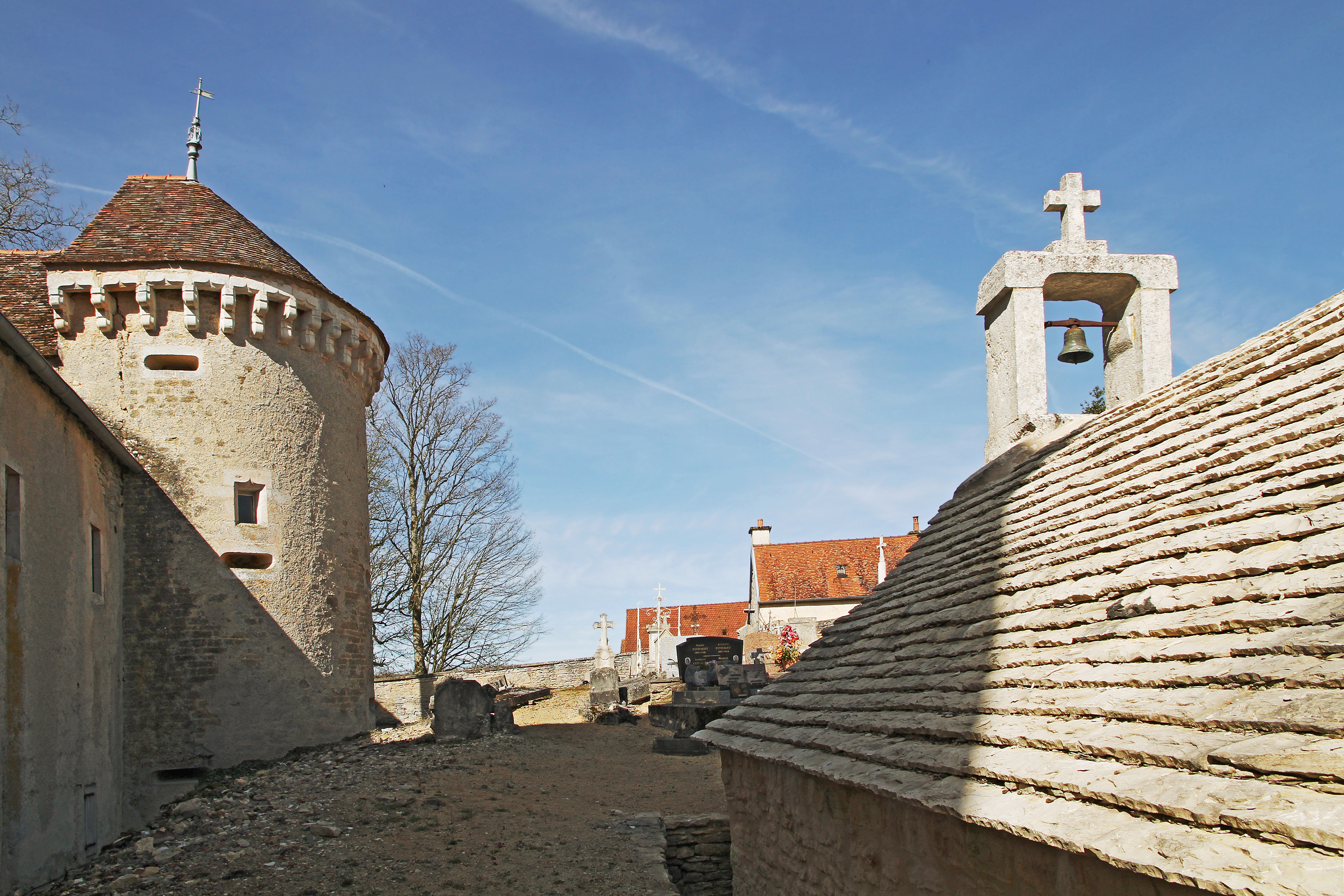
Château et chapelle Saint-Frodulphe vus du cimetière.
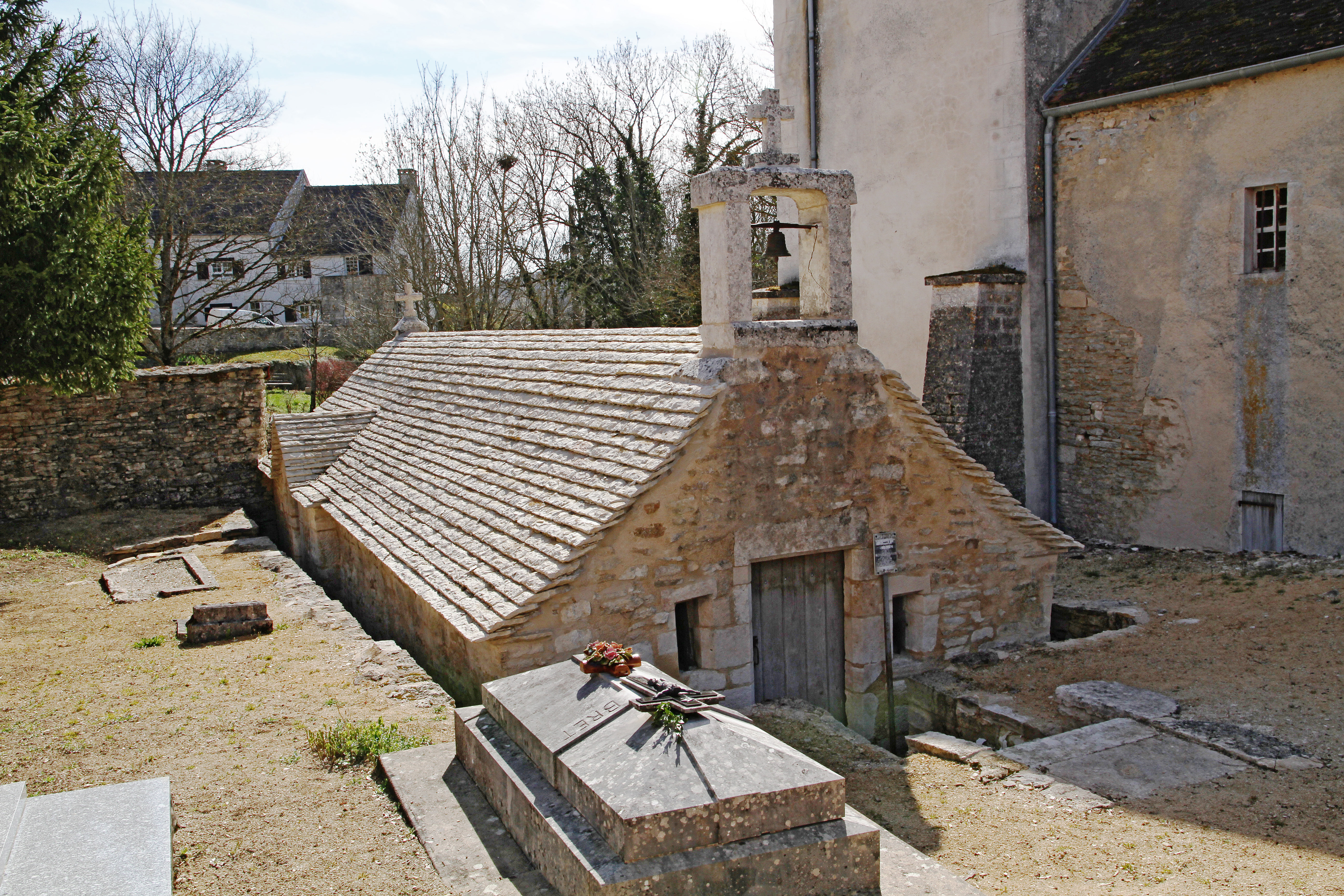
Chapelle du tombeau de Saint-Frodulphe.
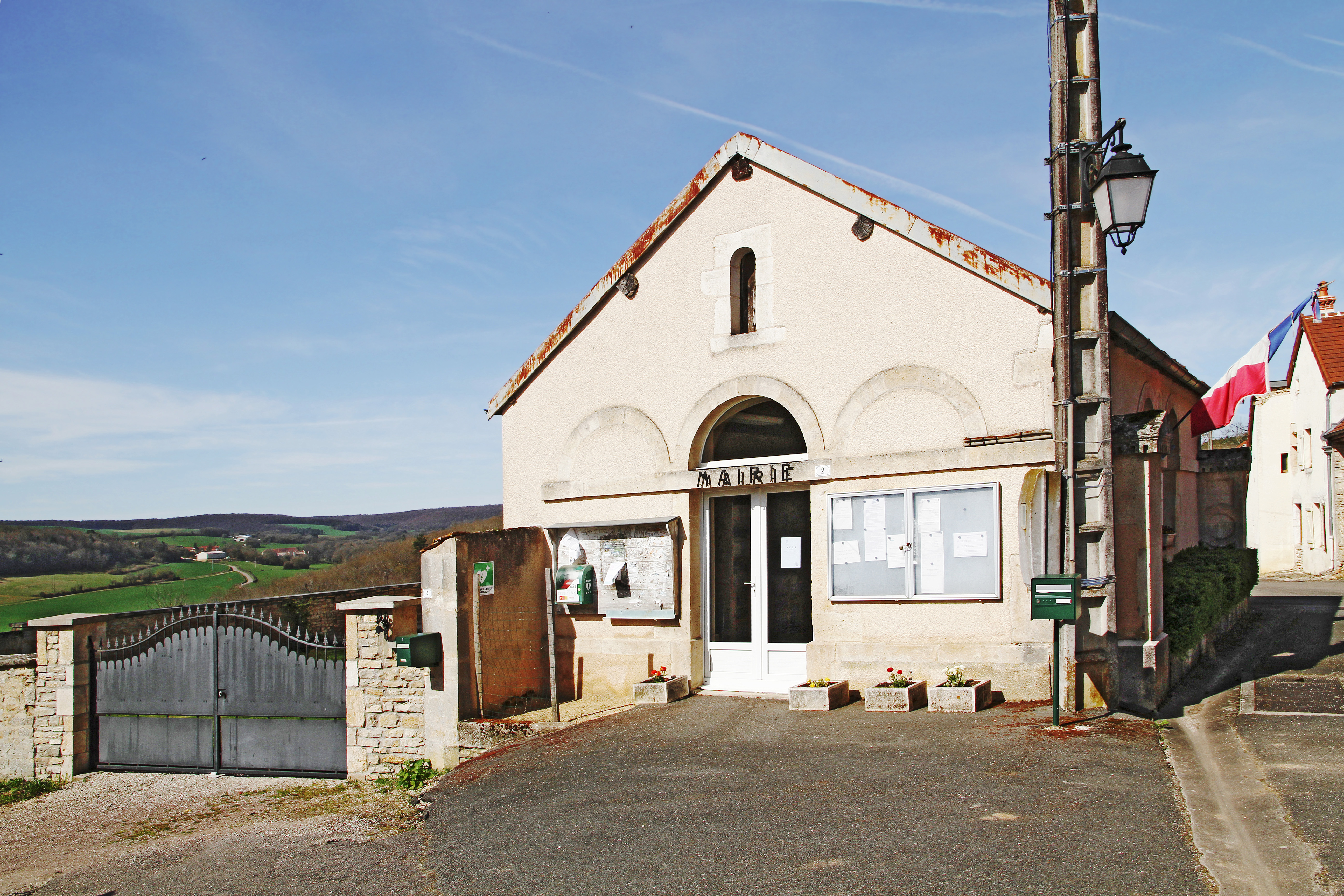
Mairie devant la vallée de la Tille et le village du Meix.
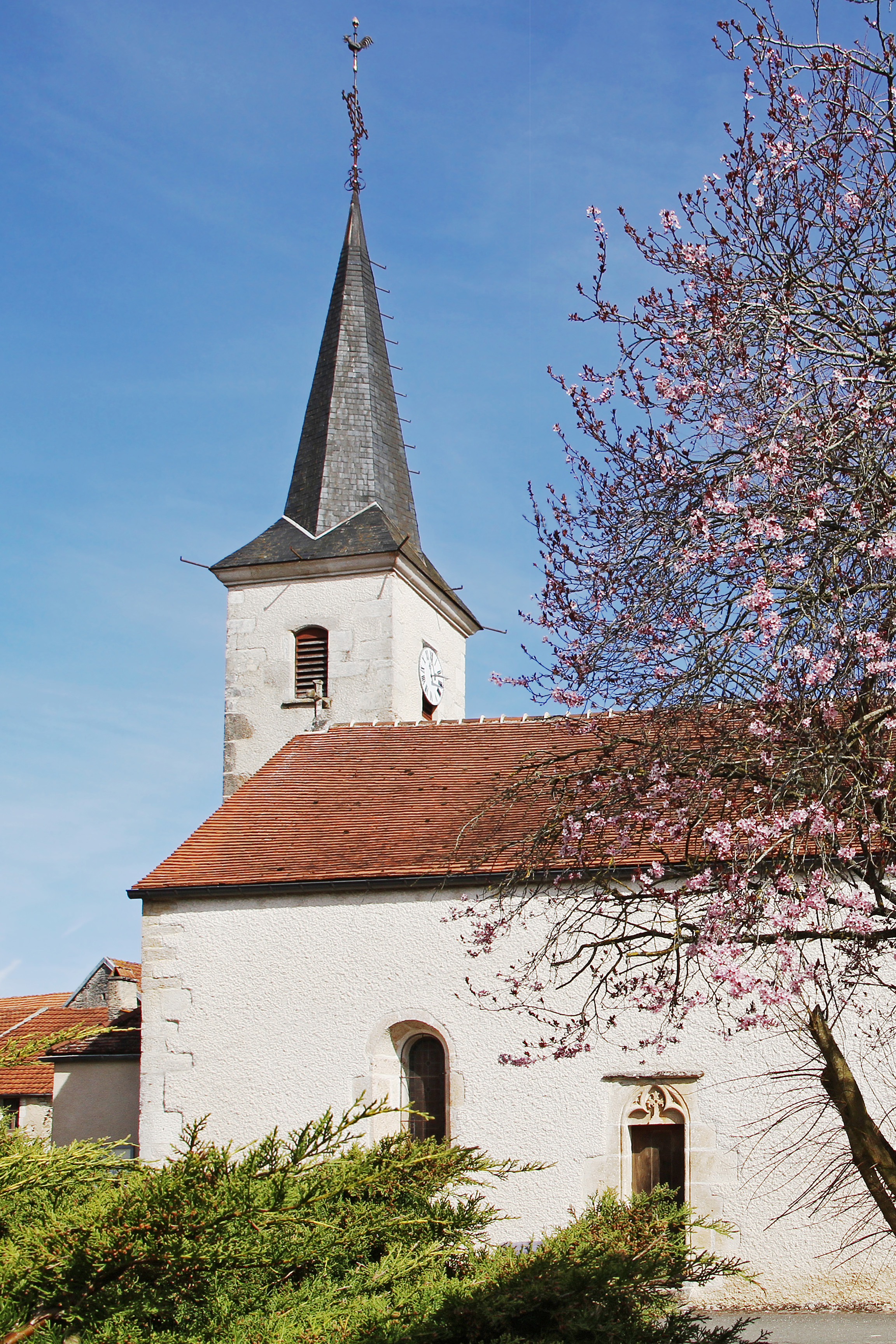
Église Saint-Frodulphe, côté sud...
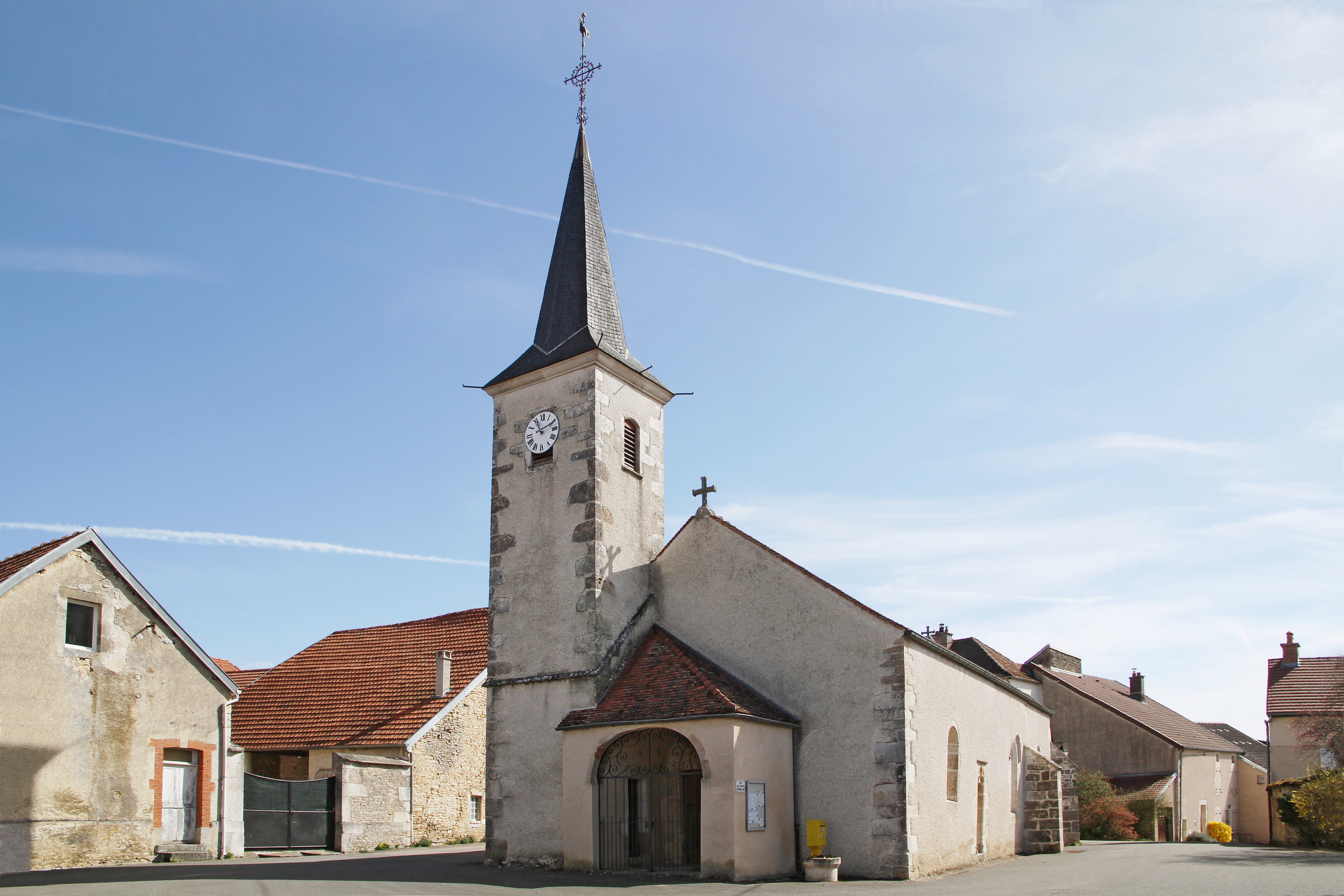
…et façade à l'ouest sur la place du village.
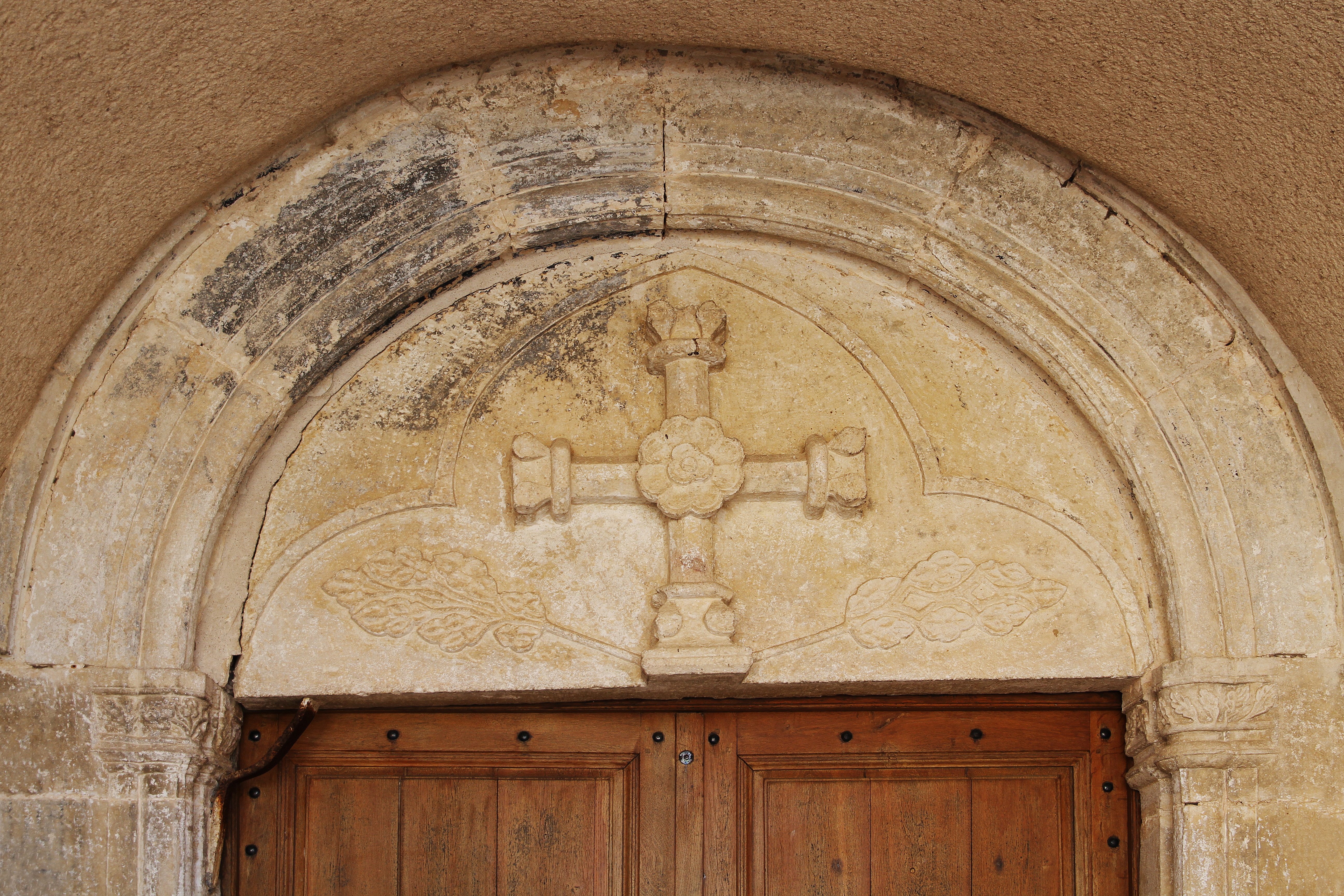
Tympan de l'église du XIVe siècle.

### Personnalités liées à la commune
- Frodulphe, dit saint Frou ou saint Frodulphe, religieux de l'abbaye de Saint-Martin d'Autun, où il fut offert étant enfant et dont il deviendra abbé. Lorsque les Sarrazins saccagent Autun, il se retire à Barjon[17].VIIe siècle.